# Mad Rush
Mad Rush de Philip Glass est une œuvre pour orgue, puis pour piano, composée en 1979 et créée en 1981.

## Historique
L'œuvre, composée en 1979 sans titre, fut choisie pour être jouée à l'occasion du premier discours du dalaï-lama à l'automne 1981 à New York. Elle a été interprétée à l'orgue par Philip Glass lors de l'entrée du dalaï-lama dans la cathédrale Saint John the Divine.
Par la suite, Lucinda Childs l'utilisera en accompagnement de son ballet Mad Rush, qui lui donnera son titre final. L'enregistrement classique de l'œuvre deviendra celui joué en 1989 par Philip Glass au piano, pour son album Solo Piano.

## Structure
L'œuvre est composée de sept parties semblables de forme ternaire. Son exécution dure environ 13 minutes.

## Discographie sélective
- Solo Piano, interprétation de Philip Glass, incluant Metamorphosis I-V, Mad Rush et Wichita Sutra Vortex chez CBS, 1989.
- Piano Music of Philip Glass, Aleck Karis, piano, incluant Wichita Sutra Vortex, Metamorphosis I-V, Mad Rush, Opening, Modern Love Waltz, Romeo, 2000.
- Glassworlds, Vol. 5 - Enlightenment, Nicolas Horvath, piano, incluant Mad Rush, 600 Lines, Metamorphosis Two, The Sound of Silence, Grand Piano Records, 2016.